# Kalașnîkî, raionul Poltava, regiunea Poltava
Kalașnîkî (în ucraineană Калашники) este localitatea de reședință a comunei Kalașnîkî din raionul Poltava, regiunea Poltava, Ucraina.

## Demografie
Componența lingvistică a localității Kalașnîkî
     Ucraineană (92,31%)
     Rusă (5,77%)
     Belarusă (1,07%)
     Alte limbi (0,85%)
Conform recensământului din 2001, majoritatea populației localității Kalașnîkî era vorbitoare de ucraineană (92,31%), existând în minoritate și vorbitori de rusă (5,77%) și belarusă (1,07%).